# 岡本氏秀
岡本 氏秀（おかもと うじひで、生没年不詳）は美作国の戦国武将。太郎左衛門尉。浦上家臣。

## 岡本氏の出自について
岡本氏は美作国北東部に勢力を持っていた美作菅氏の庶流家の一つである広戸氏の支族であり、美作を中心に活動の痕跡の残る氏秀も関連があるのではないかと推測されている。
現在も岡山県津山市加茂町に「岡本」という地名が残っておりこの場所が発祥か。

## 生涯

### 美作の重鎮
浦上氏に正式に仕え始めた時期は不明であるが、氏秀は永禄年間頃より浦上宗景の家臣として働きが見える。永禄3年（1560年）頃のものと見られる書状では、美作国人の難波孫左衛門と神文を交わして宗景との結びつきを仲介しており、永禄10年（1567年）3月には美作西西条郡の大河原貞尚が浦上家臣の三宅二郎右衛門に社領の分の普請課役の免除を申し出たが三宅に受け入れられなかったので11月には大河原は岡本氏秀に訴えて再度免除を申し出ており、この時氏秀は三宅の非礼を詫びて免除の件を了承した。こうした事からも美作の浦上家臣の中でかなり高い権限を持っていたことをうかがわせる。
永禄11年（1568年）6月1日には備前の片上と浦伊部（いずれも現在の岡山県備前市内）の間で起こった境界争いの仲介を大田原長時・服部久家・日笠頼房・明石行雄・延原景能と氏秀の6人が行っている。名を連ねた浦上家中6人の重臣の中で美作に本領を置いていたのは氏秀のみであり、そうした立場から浦上兄弟分裂以降、宗景の地盤が手薄であった美作において国衆の調略や国衆と浦上宗景との間を取り次ぐ役を担う事で重臣としての信任を得るに至ったようである。
永禄12年（1569年）10月には毛利氏に奪われた高田城の奪還を狙う三浦貞広を明石・長船・岡らと共に支援して高田城代香川広景を攻撃し翌元亀元年（1570年）春頃には三浦氏は高田城を回復。これ以後、勢力として復活を果たした三浦氏の家政を執り仕切る牧尚春と浦上氏の美作取り次ぎである氏秀との間で盛んに書状がやり取りされるようになる。元亀2年（1571年）12月26日には浦上宗景が三浦氏に知行分の段銭100貫を毎年納めるように牧尚春に命じようとしたが、氏秀はこれを仲介して「春に30貫、秋に残りの70貫の上納を依頼する」と宗景の意志と三浦氏側の事情を考慮した内容に詰めて原田豊佐を通じて牧尚春へと送っている。また、大友宗麟が仕掛け浦上氏も加わっていた「毛利包囲網」とも美作の責任者として宗景とは別に連絡を取っていたようで、牧尚春との書状の中で山中幸盛や村上武吉の名前も挙がっており結びつきが見て取れる。

### 浦上氏滅亡まで
天正2年（1574年）4月より始まった宇喜多直家と浦上宗景との間の天神山城の戦いでは浦上方に付いたが、宇喜多軍の岩屋城占拠や沼本・菅納氏ら弓削衆を寝返らせた美作南東部国人の切り崩し工作によって氏秀は美作に取り残され、浦上軍主力との連携が早い段階で断たれ、同年中は目立った行動も起こせずに年を越した。
翌天正3年（1575年）1月から宇喜多氏と三浦氏の交戦が始まると宗景と共に三浦軍を率いる牧清冬（菅兵衛）に書状を送り、織田信長の援軍が近いことや阿波の三好氏、因幡で活動中の山中幸盛にも援軍を依頼している事を伝えて書状で度々激励している。同年7月には備前と美作の連絡路が分断された状況を解消するために浦上軍は弓削荘の沼本久家・沼本豊盛・菅納家晴らの守る蓮花寺城・小松城の攻略を目指し、美作側から氏秀と中島隆重が侵攻し、同時に備前方の延原家次も弓削荘を攻めるという二面作戦を展開したが、この戦いで浦上軍はまさかの惨敗を喫し敗走した。この敗戦後、浦上軍は天神山城に篭ったが9月には明石行雄ら重臣が宇喜多に寝返ったことで陥落。浦上宗景は天神山城を捨てて敗走し、大名勢力としての浦上氏は滅んだ。
浦上氏滅亡後、岡本一族は宇喜多直家に仕えたが、岡本氏がかつてのように美作で大きな権力を持つことはなく、氏秀の事績もこれ以後定かではない。岡本一族の棟梁として宇喜多家軍で活躍した岡本秀広は息子であると言われるが現在のところ確定とまでは言い切れない。